# Gare de Decize
Gare de Decize vasútállomás Franciaországban, Decize településen.

## Vasútvonalak
Az állomást az alábbi vasútvonalak érintik:
- Nevers-Chagny-vasútvonal

## Kapcsolódó állomások
A vasútállomáshoz az alábbi állomások vannak a legközelebb:
- Gare de Cercy-la-Tour (Gare de Chagny, Nevers-Chagny-vasútvonal)
- Gare de Béard (Gare de Nevers, Nevers-Chagny-vasútvonal)